# Марьевка (Матвеево-Курганский район)
Ма́рьевка — село в Матвеево-Курганском районе Ростовской области.
Входит в состав Матвеево-Курганского сельского поселения.

## Население
| 2010 | 2014 |
| ---- | ---- |
| 474  | ↗624 |

## Улицы
| - пер. 40 лет Победы, - ул. Мира, - ул. Молодёжная, - ул. Парамонова, | - пер. Первомайский, - пер. Садовый, - пер. Советский. |

## Известные уроженцы
- Дианов, Родион Георгиевич (1907—?) — советский хозяйственный деятель.
- Парамонов, Павел Денисович (1925—1970) — советский военнослужащий, рядовой, Герой Советского Союза.